# Eva, limpia como los chorros del oro
Eva, limpia como los chorros del oro es una película española, estrenada en 1977.

## Argumento
Una familia se traslada del campo a Madrid. Sin embargo, sus expectativas no se cumplen, y el jefe de familia debe dedicarse a limpiar, acabando en un prostíbulo. Allí tendrá ocasión de desplegar su obsesión por la limpieza, incluida la de las profesionales que en el lugar trabajan.
- Datos: Q5852487